# Piotr Borie
Pierre Rose Ursule Dumoulin Borie (ur. 20 lutego 1808 w Beynat we Francji, zm. 24 listopada 1838 w Đồng Hới w Wietnamie) – biskup, misjonarz, męczennik, święty Kościoła katolickiego.
Jego rodzicami byli Guillaume i Rose Borie. Uczył się w seminarium duchownym w Paryżu. Ponieważ pragnął zostać misjonarzem wstąpił do Stowarzyszenia Misji Zagranicznych (Missions Etrangères de Paris). Święcenia kapłańskie przyjął 21 listopada 1830. Następnie wysłano go na misje na Daleki Wschód. Przybył do Wietnamu 15 maja 1832.

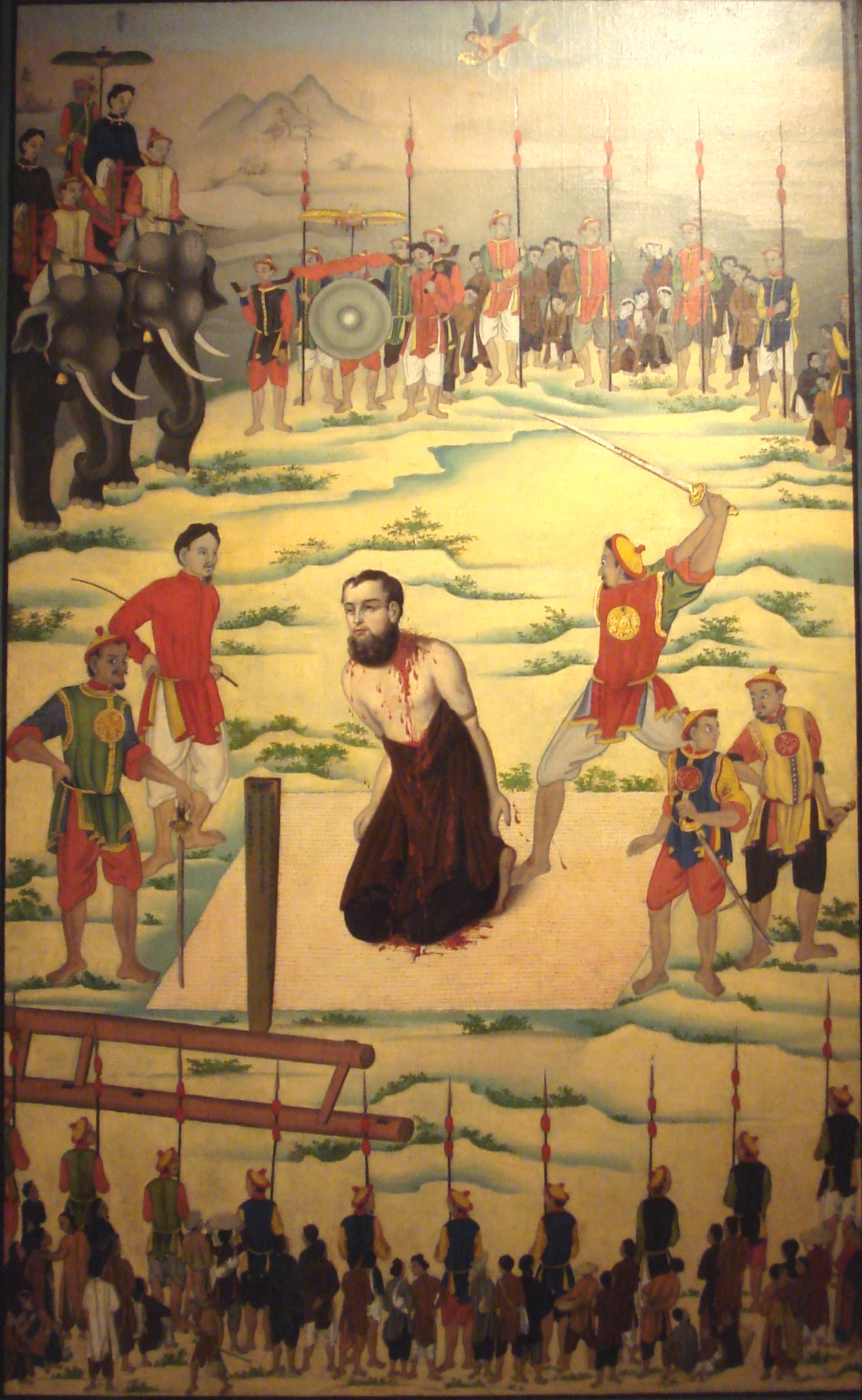
Męczeństwo św. Piotra Borie

Pół roku po jego przyjeździe wydano w Wietnamie edykt królewski skierowany przeciwko chrześcijanom. Z tego powodu Piotr Borie musiał często zmieniać miejsce pobytu. Podczas prześladowań aresztowano go w 1836 r. Gdy był w więzieniu został mianowany wikariuszem apostolskim, biskupem Zachodniego Tonkinu i tytularnym biskupem Acanto. Ponieważ był uwięziony, nie odbyła się ceremonia ingresu. Został ścięty 24 listopada 1838. Razem z nim stracono Piotra Vũ Đăng Khoa i Wincentego Nguyễn Thế Điểm.
Dzień wspomnienia: 24 listopada w grupie 117 męczenników wietnamskich.
Beatyfikowany 27 maja 1900 r. przez Leona XIII. Kanonizowany przez Jana Pawła II 19 czerwca 1988 r. w grupie 117 męczenników wietnamskich.